# Bronopol
Bronopol es un compuesto químico antimicrobiano altamente activo cuya fórmula química es 2-bromo-2-nitropropano-1,3-diol. Fue inventado por The Boots Company PLC, Nottingham, Inglaterra a inicios de los años 1960s y sus primeras aplicaciones fueron como conservantes para fármacos. La baja toxicidad del Bronopol en mamíferos (a los niveles de uso) y la excepcional actividad contra bacterias (especialmente las problemáticas especies Gram-negativas) aseguraron que se volviera popular como un conservante en muchos productos de consumo tales como champús y cosméticos.
El Bronopol fue subsecuentemente tomado como un efectivo antimicrobiano en muchos ambientes industriales tales como fábricas de papel, exploración petrolera e instalaciones de producción, así como plantas de desinfección de agua refrigerante.
Su producción mundial se disparó de decenas de toneladas a finales de los años 1970s a estimados actuales por encima de 5000 toneladas. Esto es bastante teniendo en cuenta el uso eficaz de la concentración que puede ser tan bajo como 0.0025% (25 partes por millón). Hoy en día la manufactura es el negocio de productores de bajo costo, principalmente en China.
Los productos farmacéuticos que contienen Bronopol están registrados en un número de países y Bronopol es el tema de una específica monografía en la British Pharmacopoeia 1998.

## Aplicaciones
Hoy, el Bronopol es usado en productos de consumo como un efectivo agente conservante, así como una amplia variedad de aplicaciones industriales; casi cualquier sistema de agua industrial es un ambiente potencial para el crecimiento bacteriano, llevando a problemas de limo y corrosión. En muchos de estos sistemas el Bronopol puede ser un tratamiento altamente efectivo.
El uso de Bronopol en productos para el cuidado personal (cosméticos, artículos de tocador) ha declinado desde finales de los años 1980s debido al reconocido potencial para la formación de nitrosamina.

### El problema de la nitrosamina
Aunque bastante ubicuo en nuestra dieta y el medio ambiente, e incluso producido dentro del estómago a partir de varios alimentos, muchas nitrosaminas son carcinógenos conocidos o sospechosos y por tanto deberían ser evitadas en bienes manufacturados.
Las nitrosaminas son relativamente fáciles de producir a partir de aminas y amidas secundarias en presencia de iones nitrito (esto es el porqué son formadas in-vivo de los alimentos).
Mientras que el Bronopol no es en sí mismo un agente nitrosante, bajo condiciones donde se descompone (soluciones alcalinas y/o temperaturas elevadas) puede liberar nitritos y bajos niveles de formaldehído y estos productos de descomposición pueden reaccionar con cualquier amina o amida secundaria contaminante en un producto de cuidado personal para producir niveles significativos de nitrosaminas (debido a la toxicidad de estas sustancias, el término "significativo" significa niveles tan bajos como decenas de partes por mil millones).
Los fabricantes de productos de cuidado personal están por lo tanto instruidos por autoridades regulatorias para "evitar la formación de nitrosaminas" que puede significar la remoción de aminas o amidas de la fórmula, ya sea removiendo Bronopol del producto, o usando inhibidores de nitrosamina.

## Propiedades físicas y químicas

### Apariencia
El Bronopol es comercializado como cristales o polvo cristalino, que puede variar de blanco a amarillo pálido dependiendo de la pureza que se ofrezca del material. La coloración amarilla es debido a la quelación de hierro durante el proceso de fabricación.

### Punto de fusión
Como material puro, el Bronopol tiene un punto de fusión de alrededor de 130 °C. Sin embargo, debido a sus características polimórficas, el Bronopol se somete a una rearreglo en su estructura cristalina entre 100 °C y 105 °C y esto en ocasiones puede ser incorrectamente interpretado como el punto de fusión. A temperaturas sobre los 140 °C el Bronopol se descompone exotérmicamente liberando bromuro de hidrógeno y óxidos de nitrógeno.

### Solubilidad
El Bronopol es fácilmente soluble en agua aunque el proceso de disolución es endotérmico. Las soluciones que contienen hasta 28% m/v son posibles a temperatura ambiente. El Bronopol es pobremente soluble en solventes no polares pero muestra una alta afinidad para solventes orgánicos polares.
| Solvente         | %m/v  |
| ---------------- | ----- |
| Agua             | 28    |
| Metanol          | 89    |
| Etanol           | 56    |
| Isopropanol      | 41    |
| Parafina líquida | < 0.5 |

### Coeficiente de partición
El estudio de los datos de solubilidad claramente muestra que el Bronopol tiene una alta afinidad para ambientes polares en vez de los no polares. En sistemas de dos fases, las fracciones de Bronopol tendrán preferencia a la fase polar, usualmente acuosa.
| Combinación de solventes | Coeficiente de partición |
| ------------------------ | ------------------------ |
| Hexanol/Agua             | 0.74                     |
| Parafina líquida/Agua    | 0.043                    |
| Cloroformo/Agua          | 0.068                    |

### Estabilidad en solución acuosa
En soluciones acuosas, el Bronopol es más estable cuando el pH del sistema es ácido. La temperatura también tiene un efecto significativo en la estabilidad en sistemas alcalinos.

### Degradación
Cuando las condiciones son tales que el Bronopol se descompone en solución acuosa, se producen niveles muy bajos de formaldehído. El formaldehído liberado no es responsable de la actividad biológica asociada con el Bronopol.
Entre otros productos de descomposición detectados después de la descomposición del Bronopol se encuentran el ion bromuro, el ion nitrito, bromonitroetanol y 2-hidroximetil-2-nitropropano-1,3-diol.